# Bolivia en la clasificación de Conmebol para la Copa Mundial de Fútbol de 1998
La selección de fútbol de Bolivia fue uno de los diez nueve nacionales que participaron en la clasificación de Conmebol para la Copa Mundial de Fútbol, en la que se definieron los representantes de Conmebol para la Copa Mundial de Fútbol de 1998 que se desarrolló en Francia.

## Sistema de juego
Para la Copa Mundial de Fútbol de 1998, la Conmebol contó con cuatro cupos directos en su fase clasificatoria, puesto que Brasil ganó el derecho de jugar el Mundial en su condición de campeón vigente.
A diferencia de los procesos clasificatorios anteriores los cuales estaban divididos por fase de grupos, por primera vez y hasta el día de hoy la eliminatoria sudamericana estuvo compuesta por un torneo de todos contra todos entre las nueve escuadras miembros de la Conmebol a excepción de la selección de Brasil dado que ésta estaba clasificada automáticamente por ser el campeón defensor del mundial pasado.

## Sedes
| Ciudad              | Estadio        |
| ------------------- | -------------- |
| La Paz              | Hernando Siles |
|                     |                |
| 41 143 espectadores |                |

## Tabla final de posiciones
| Equipo    | Pts | PJ | PG | PE | PP | GF | GC | Dif |
| --------- | --- | -- | -- | -- | -- | -- | -- | --- |
| Argentina | 30  | 16 | 8  | 6  | 2  | 23 | 13 | 10  |
| Paraguay  | 29  | 16 | 9  | 2  | 5  | 21 | 14 | 7   |
| Colombia  | 28  | 16 | 8  | 4  | 4  | 23 | 15 | 8   |
| Chile     | 25  | 16 | 7  | 4  | 5  | 32 | 18 | 14  |
| Perú      | 25  | 16 | 7  | 4  | 5  | 19 | 20 | –1  |
| Ecuador   | 21  | 16 | 6  | 3  | 7  | 22 | 21 | 1   |
| Uruguay   | 21  | 16 | 6  | 3  | 7  | 18 | 21 | –3  |
| Bolivia   | 17  | 16 | 4  | 5  | 7  | 18 | 21 | –3  |
| Venezuela | 3   | 16 | 0  | 3  | 13 | 8  | 41 | –33 |

### Evolución de posiciones
| País/Fecha | 1  | 2  | 3  | 4  | 5  | 6  | 7  | 8  | 9  | 10 | 11 | 12 | 13 | 14 | 15 | 16 | 17 | 18 |
| ---------- | -- | -- | -- | -- | -- | -- | -- | -- | -- | -- | -- | -- | -- | -- | -- | -- | -- | -- |
| Bolivia    | 7° | 9° | 5° | 4° | 6° | 8° | 7° | 5° | 5° | 3° | 4° | 4° | 7° | 5° | 7° | 7° | 8° | 8° |

## Partidos

### Primera vuelta
| 24 de abril de 1996, 21:10 (UTC-3), TeleRed Max y TeleRed Sports 2 | Argentina                      | 3:1 (2:1) | Bolivia        | Estadio Antonio Vespucio Liberti, Buenos Aires            |                                                           |
|                                                                    | Ortega 8', 18' · Batistuta 49' | Reporte   | Baldivieso 42' | Asistencia: 49 750 espectadores Árbitro(s): Mario Sánchez | Asistencia: 49 750 espectadores Árbitro(s): Mario Sánchez |

| 7 de julio de 1996 | Bolivia                                                                                     | 6:1 (2:0) | Venezuela            | Estadio Hernando Siles, La Paz                           |                                                          |
|                    | Sandy 3' · Etcheverry 41' (pen.) · Baldivieso 61' · Coimbra 67' · Berthy 78' · Paniagua 80' | Reporte   | Tortolero 65' (pen.) | Asistencia: 50 000 espectadores Árbitro(s): José Da Rosa | Asistencia: 50 000 espectadores Árbitro(s): José Da Rosa |

| 1 de septiembre de 1996 | Bolivia | 0:0     | Perú | Estadio Hernando Siles, La Paz                              |                                                             |
|                         |         | Reporte |      | Asistencia: 48 304 espectadores Árbitro(s): Óscar Velásquez | Asistencia: 48 304 espectadores Árbitro(s): Óscar Velásquez |

| 8 de octubre de 1996, 21:10 (UTC-3) | Uruguay         | 1:0 (0:0) | Bolivia | Estadio Centenario, Montevideo                              |                                                             |
|                                     | Peña 64' (a.g.) | Reporte   |         | Asistencia: 60 000 espectadores Árbitro(s): Paulo Borgosano | Asistencia: 60 000 espectadores Árbitro(s): Paulo Borgosano |

| 10 de noviembre de 1996 | Bolivia                | 2:2 (2:1) | Colombia                      | Estadio Hernando Siles, La Paz                         |                                                        |
|                         | Sandy 15' · Moreno 44' | Reporte   | Serna 40' (pen.) · Rincón 54' | Asistencia: 43 173 espectadores Árbitro(s): José Arana | Asistencia: 43 173 espectadores Árbitro(s): José Arana |

| 15 de diciembre de 1996 | Bolivia | 0:0     | Paraguay | Estadio Hernando Siles, La Paz                         |                                                        |
|                         |         | Reporte |          | Asistencia: 41 076 espectadores Árbitro(s): José Parra | Asistencia: 41 076 espectadores Árbitro(s): José Parra |

| 12 de enero de 1997 | Bolivia                    | 2:0 (2:0) | Ecuador | Estadio Hernando Siles, La Paz                         |                                                        |
|                     | Moreno 7' · Etcheverry 12' | Reporte   |         | Asistencia: 39 968 espectadores Árbitro(s): Óscar Ruiz | Asistencia: 39 968 espectadores Árbitro(s): Óscar Ruiz |

| 12 de febrero de 1997, 16:00 (UTC-3) | Bolivia   | 1:1 (1:1) | Chile               | Estadio Hernando Siles, La Paz                             |                                                            |
|                                      | Soria 28' | Reporte   | González 44' (t.l.) | Asistencia: 41 908 espectadores Árbitro(s): Alberto Tejada | Asistencia: 41 908 espectadores Árbitro(s): Alberto Tejada |

### Segunda vuelta
| 2 de abril de 1997 | Bolivia                   | 2:1 (1:1) | Argentina           | Estadio Hernando Siles, La Paz                                         |                                                                        |
|                    | Sandy 8' · Ochoaizpur 48' | Reporte   | Gorosito 41' (pen.) | Asistencia: 44 372 espectadores Árbitro(s): Sidrack Marinho dos Santos | Asistencia: 44 372 espectadores Árbitro(s): Sidrack Marinho dos Santos |

| 8 de junio de 1997 | Venezuela    | 1:1 (0:0) | Bolivia      | Estadio Luis Loreto Lira, Valera                            |                                                             |
|                    | Savarese 70' | Reporte   | Castillo 80' | Asistencia: 3 352 espectadores Árbitro(s): Fernando Panesso | Asistencia: 3 352 espectadores Árbitro(s): Fernando Panesso |

| 6 de julio de 1997 | Perú                | 2:1 (1:0) | Bolivia       | Estadio Nacional, Lima                                      |                                                             |
|                    | Carty 9' · Soto 53' | Reporte   | Cristaldo 56' | Asistencia: 31 489 espectadores Árbitro(s): Wilson de Souza | Asistencia: 31 489 espectadores Árbitro(s): Wilson de Souza |

| 20 de julio de 1997 | Bolivia               | 1:0 (0:0) | Uruguay | Estadio Hernando Siles, La Paz                            |                                                           |
|                     | Etcheverry 75' (t.l.) | Reporte   |         | Asistencia: 27 874 espectadores Árbitro(s): Arturo Brizio | Asistencia: 27 874 espectadores Árbitro(s): Arturo Brizio |

| 20 de agosto de 1997 | Colombia                                           | 3:0 (2:0) | Bolivia | Estadio Metropolitano Roberto Meléndez, Barranquilla         |                                                              |
|                      | de Ávila 1' · Valderrama 30' (pen.) · Asprilla 76' | Reporte   |         | Asistencia: 25 912 espectadores Árbitro(s): Cláudio Vinícius | Asistencia: 25 912 espectadores Árbitro(s): Cláudio Vinícius |

| 10 de septiembre de 1997, 21:10 (UTC-3), TeleRed Max y TeleRed Sports 2 | Paraguay                  | 2:1 (2:0) | Bolivia    | Estadio Defensores del Chaco, Asunción                        |                                                               |
|                                                                         | Benítez 26' · Gamarra 37' | Reporte   | Berthy 58' | Asistencia: 40 341 espectadores Árbitro(s): Armando Archundia | Asistencia: 40 341 espectadores Árbitro(s): Armando Archundia |

| 12 de octubre de 1997 | Ecuador      | 1:0 (1:0) | Bolivia | Estadio Monumental Isidro Romero Carbo, Guayaquil         |                                                           |
|                       | Graziani 27' | Reporte   |         | Asistencia: 14 568 espectadores Árbitro(s): Arturo Brizio | Asistencia: 14 568 espectadores Árbitro(s): Arturo Brizio |

| 16 de noviembre de 1997 | Chile                                 | 3:0 (2:0) | Bolivia | Estadio Nacional, Santiago                                  |                                                             |
|                         | Barrera 24' · Salas 31' · Carreño 85' | Reporte   |         | Asistencia: 74 777 espectadores Árbitro(s): Wilson de Souza | Asistencia: 74 777 espectadores Árbitro(s): Wilson de Souza |

| Predecesor: Estados Unidos 1994 | Bolivia en la clasificación de Conmebol para la Copa Mundial de Fútbol 1996-1997 | Sucesor: Corea del Sur Y Japón |